# Si el norte fuera el sur (canción)
«Si el norte fuera el sur» es el nombre de una canción del cantautor guatemalteco Ricardo Arjona lanzada en mayo de 1996 como primer sencillo de su álbum del mismo nombre. La canción trata de como sería si Latinoamérica tomase el lugar del Norte (Estados Unidos), haciendo alusión al tipo de vida estadounidense, sus leyes, sus artistas, etc. Haciendo énfasis en que Latinoamérica cada día transforma más y más su vida, hacia la norteamericana. «Las barras y las estrellas se adueñan de mi bandera» haciendo así alusión a la influencia que tiene el país en Latinoamérica. En esta canción hay muchas alusiones como a Fidel Castro («Fidel sería un atleta corriendo bolsas por Wall Street...»), al Che Guevara, si Rigoberta Menchú sería Cindy Crawford, entre otros.
La canción aparece también reeditada en los Álbumes Vivo, Solo y Quién dijo ayer. En este último, la letra es ligeramente alterada en ciertas partes, una notable es la frase «Pero ya eres todo un hombre pa´la guerra y pa´matar», que es cambiada por una más actual que dice «Pero ya eres todo un hombre para ir a Irak y asesinar». La versión original también aparece en el álbum Simplemente lo mejor.

## Formato y lista de canciones
Sencillo en CD
1. «Si el norte fuera el sur» — 4:55

## Listas musicales de canciones
| Lista (1996)                   | Mejor posición |
| ------------------------------ | -------------- |
| U.S. Billboard Latin Pop Songs | 9              |